# Ferde község
Ferde község (románul: Comuna Fârdea) község Temes megyében, Romániában. Központja Ferde, beosztott falvai Drágfalva, Galadna, Galadnabánya, Hegyeslak, Kismutnok, Zold.

## Népessége
A 2011-es népszámlálás adatai alapján a község népessége 1750 fő volt.